# Michael Pollan

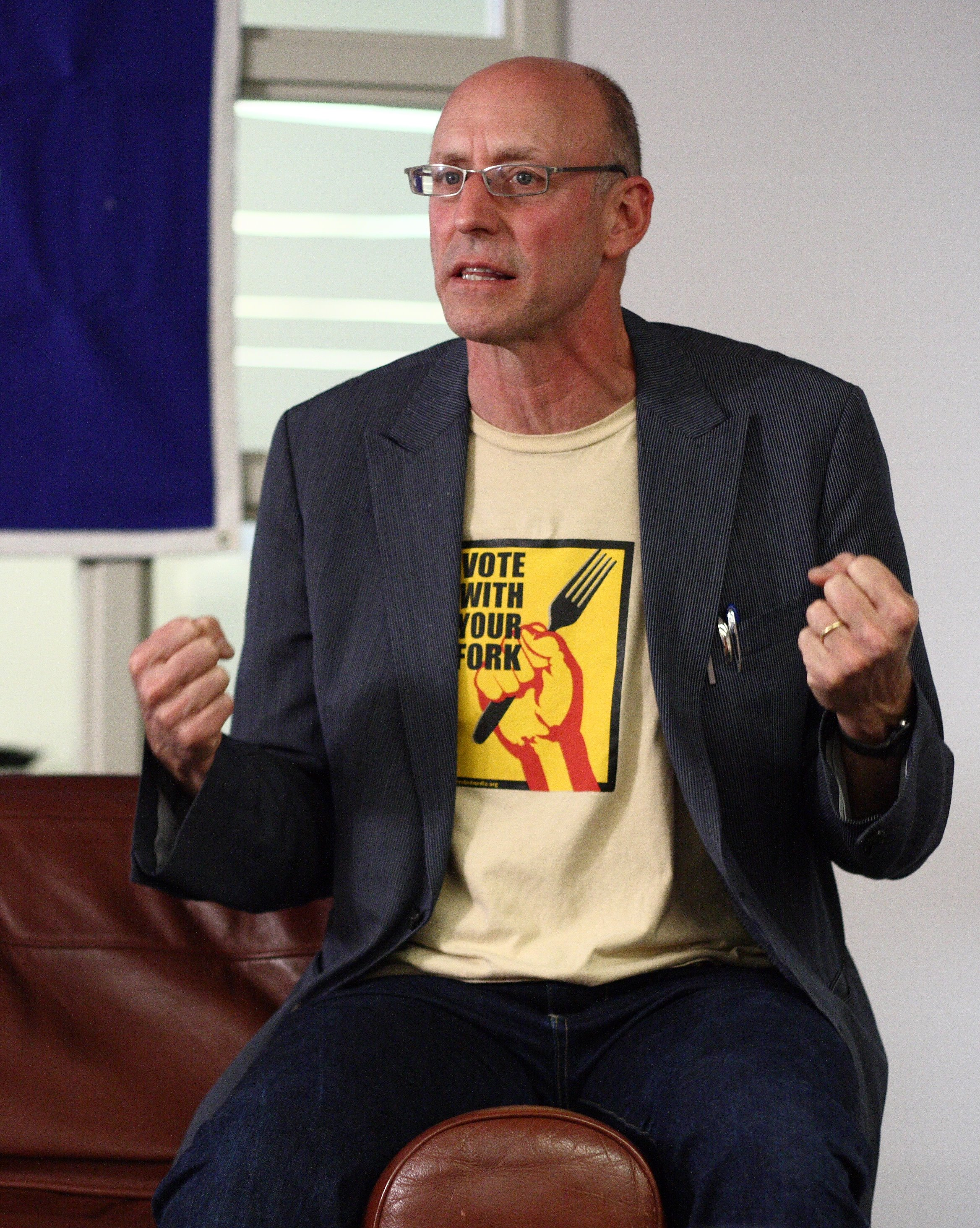
Pollan bei einer Rede an der Yale University, 2008

Michael Kevin Pollan (* 6. Februar 1955 auf Long Island) ist ein US-amerikanischer Journalist. Er ist Professor an der Berkeley Graduate School of Journalism der University of California, Berkeley. Sein literarisches Werk umfasst mehrere Sachbücher sowie zahlreiche Artikel und Essays über Nahrungsmittel, die menschliche Essenskultur und psychedelische Drogen.

## Leben
Michael Pollan wurde 1955 auf Long Island als Kind einer jüdischen Familie geboren. Er hat drei Schwestern, von denen eine die 1960 geborene Schauspielerin Tracy Pollan ist, die mit Michael J. Fox verheiratet ist.
Pollan studierte Englisch im Bachelor an Bennington College in Vermont. Während dieser Zeit studierte er ein Jahr Literatur in Oxford. 1981 schloss er sein Masterstudium in Englischer Literatur an der Columbia University ab. Er ist mit der Künstlerin Judith Belzer verheiratet, hat einen Sohn und lebt in San Francisco Bay Area.

## Werk
Das im Jahr 2006 erschienene Buch Das Omnivoren-Dilemma ist die Grundlage für Robert Kenners Film Food, Inc. Im Dokumentarfilm Cowspiracy spricht er sich für eine rein pflanzliche Ernährung aus, da diese in einer weltweiten Sichtweise am nachhaltigsten sei.

Sein Buch Kochen wurde von Bild der Wissenschaft 2015 als Wissensbuch des Jahres ausgezeichnet.
In seinem Buch Verändere dein Bewusstsein: Was uns die neue Psychedelik-Forschung über Sucht, Depression, Todesfurcht und Transzendenz lehrt (2018, deutsche Übersetzung 2019) beschäftigt sich Pollan mit Psychedelika wie LSD, Meskalin und DMT. Im Jahr 2022 erschien zu diesem Buch eine Dokumentarserie auf Netflix.

## Veröffentlichungen (Auswahl)
- Second Nature. A Gardener's Education. Atlantic Monthly Press, New York 1991, ISBN 978-0-87113-443-1
  - Meine zweite Natur. Vom Glück, ein Gärtner zu sein. Oekom, München 2014, ISBN 978-3-86581-457-9
- The Botany of Desire. 2001
  - Die Botanik der Begierde. Vier Pflanzen betrachten die Welt. Claassen, München 2002, ISBN 3-546-00309-8
- The Omnivore’s Dilemma. 2006
  - Das Omnivoren-Dilemma. Wie sich die Industrie der Lebensmittel bemächtigte und warum Essen so kompliziert wurde. Goldmann, München 2011, ISBN 978-3-442-21933-9
    - Naked lunch, Rezension von Patric Kuh in der Los Angeles Times, 9. April 2006
    - Deconstructing Dinner, Rezension von David Kamp in der New York Times, 23. April 2006
    - We Are What We (Blindly) Eat, Rezension von John Carey in Businessweek, 7. Mai 2006
- In Defense of Food. 2008
  - Lebens-Mittel. Eine Verteidigung gegen die industrielle Nahrung und den Diätenwahn. Goldmann, München 2009, ISBN 978-3-442-21872-1
- Food Rules. 2009
  - 64 Grundregeln Essen. Essen Sie nichts, was Ihre Großmutter nicht als Essen erkannt hätte. Goldmann, München 2011, ISBN 978-3-442-21950-6; erweiterte und illustrierte Ausgabe: Essen Sie nichts, was Ihre Großmutter nicht als Essen erkannt hätte. Goldene Regeln für gute Ernährung. Antje Kunstmann, München 2013, ISBN 978-3-88897-828-9
- Orchideen: Liebe und Lügen. In: National Geographic vom Oktober 2009, S. 150–170.
- Cooked: A Natural History of Transformation. Penguin Press, New York City 2013, ISBN 978-1-59420-421-0
  - Kochen. Eine Naturgeschichte der Transformation, Antje Kunstmann, München 2014, ISBN 978-3-88897-973-6
- How to Change Your Mind: What the New Science of Psychedelics Teaches Us About Consciousness, Dying, Addiction, Depression, and Transcendence. Penguin Press, New York City 2018, ISBN 978-1-59420-422-7
  - Verändere dein Bewusstsein: Was uns die neue Psychedelik-Forschung über Sucht, Depression, Todesfurcht und Transzendenz lehrt, Antje Kunstmann, München 2019, ISBN 978-3-95614-288-8
- This Is Your Mind on Plants. Penguin Press, 2021, ISBN 978-0-593-29690-5
  - Kaffee Mohn Kaktus: Eine Kulturgeschichte psychoaktiver Pflanzen, Verlag Antje Kunstmann, München 2022, ISBN 978-3-95614-486-8